# Piergiorgio Gay
Piergiorgio Gay (Torino, 7 luglio 1959) è un regista e sceneggiatore italiano.

## Biografia
Nato nel 1959 a Torino (ma ha sempre vissuto a Milano), inizia a lavorare nel cinema come aiuto-regista di Ermanno Olmi (Genesi: La creazione e il diluvio), Maurizio Zaccaro e Michele Placido (Un eroe borghese). A Bassano del Grappa frequenta la scuola Ipotesi cinema, creata nel 1982 da Olmi e Paolo Valmarana.
Il suo esordio da regista è rappresentato da Tre storie (1998), vincitore del Premio Speciale della Giuria all'Annecy cinéma italien. Con questo film, insieme a Roberto San Pietro, ottiene la nomination al David di Donatello per il miglior regista esordiente.
Nel 1999 dirige Falsa testimonianza, tratto da uno spettacolo teatrale realizzato nel carcere minorile di Bari. L'anno seguente gira Guarda il cielo: Stella, Sonia, Silvia con Sandra Ceccarelli (già con il regista in altri film).
Nel 2002 partecipa alla 59ª Mostra internazionale d'arte cinematografica di Venezia con La forza del passato (trasposizione di un libro di Sandro Veronesi).
Nel 2010 dirige il documentario Niente paura. Questo film, presentato a Venezia, si sofferma sul sentimento di identità nazionale.

## Filmografia
- Tre storie (1998)
- Guarda il cielo: Stella, Sonia, Silvia (2000)
- La forza del passato (2002)
- E l'amore? - documentario (2005)
- It's Only Rock'n Roll (But I Like Keith) - documentario (2008)
- Niente paura (2010)